# Алексополь, Фёдор Пантелеймонович
Фёдор Пантелеймонович Алексополь (12 декабря 1758 — после 1816) — русский военный полковой, бригадный и дивизионный командир во время Отечественной войны 1812 года, генерал-майор Российской императорской армии.

## Биография
Фёдор Алексополь родился 12 декабря 1758 года в дворянской семье греческого происхождения. В 1775—1781 годах проходил обучение в новообразованной Гимназии чужестранных единоверцев при Артиллерийском и Инженерном кадетском корпусе.
Принимал участие в Русско-турецкой войне 1787—1791 гг., Кавказской войне, Отечественной войне 1812 года. В 1802—1814 гг.  — шеф 18-го егерского полка. Отличился в Бородинском сражении: командуя четырьмя егерскими полками центра русской армии, занимавшими передовые позиции, участвовал в боях за Курганную высоту («батарею Раевского») — важнейший участок в оборонительных укреплениях русских войск, при этом получил пулевое ранение в ногу. Впоследствии за свои действия в Бородинской битве был награждён орденом Св. Владимира III-й степени.
В 1813 году продолжал службу в Резервной армии, дислоцированной в Польше, занимался сопровождением вновь сформированных из рекрут подкреплений на театр военных действий. В 1814 году командовал 4-й и 21-й дивизиями в Резервной армии. После войны командовал 3-й бригадой 6-й пехотной дивизии.
В 1816 году был «уволен за ранами от службы с мундиром и пенсионом полного жалования». После увольнения жил в городе Опочка.